# Antonio Dias
Antônio Dias (ur. 20 sierpnia 1893 w São Paulo) – piłkarz brazylijski grający na pozycji napastnika.
Antônio Dias rozpoczął karierę piłkarską w klubie Corinthians Paulista, w którym grał w 1913. W 1914 grał w Luzitano i São Bento. Z São Bento zdobył mistrzostwo Stanu São Paulo – Campeonato Paulista w 1914 roku. Rok 1915 spędził w Maranhão, po czym wrócił do São Bento, w którym grał do końca kariery, którą zakończył w 1923 roku.
Antônio Dias wziął udział w turnieju Copa América 1917, czyli drugich w dziejach oficjalnych mistrzostwach kontynentalnych. Brazylia zajęła trzecie miejsce, a Antônio Dias zagrał we wszystkich meczach z reprezentacją Argentyny, reprezentacją Urugwaju, reprezentacją Chile. Był to jego jedyne występy w reprezentacji Brazylii.